# 小川安三
小川 安三（、1932年〈昭和7年〉9月6日 - 没年不明）は、日本の元俳優、映画プロデューサー。埼玉県飯能市出身。

## 人物
東宝の専属俳優。ふくよかな丸顔と小心的な表情が特徴。
ジャンルを問わず数多くの映画に出演。1980年のテレビドラマ『わが首相のベット ガン回廊の朝II』では、風貌がそっくり、と言うこともあって、大平正芳を演じた。
俳優引退後は映画製作会社「小川企画」を設立し、1993年、映画『虹の橋』では藤本賞・特別賞を受賞した。

## 主な出演作品

### 映画
- 変身人間シリーズ
  - 美女と液体人間（1958年） - 「ホムラ」の客[要出典]
  - 電送人間（1960年） - スリラーショウの客
- 愚連隊シリーズ
  - 独立愚連隊（1959年）
  - 独立愚連隊西へ（1960年） - 第二次軍旗捜索隊員
  - どぶ鼠作戦（1962年） - 花婿
- 宇宙大戦争（1959年） - 技師、演説の聴衆（2役）[要出典]
- 暗黒街の対決（1960年） - 小塚組の子分
- 山のかなたに（1960年） - ライオン堂の職人
- サラリーマン忠臣蔵（1960年）
- 顔役暁に死す（1961年） - 倉岡署の警官
- 用心棒（1961年）
- 紅の海（1961年）
- 香港の夜（1961年） - 雲仙旅館番頭
- アッちゃんのベビーギャング（1961年） - 社員
- 暗黒街撃滅命令（1961年） - 警官
- 若大将シリーズ
  - 銀座の若大将（1962年） - 支那蕎麦屋の出前
  - ニュージーランドの若大将（1969年） - 公園の警官[注釈 1]
- 紅の空（1962年） - イナンバ島の男
- 女性自身（1962年） - 酔客
- ニッポン無責任時代（1962年） - 氏家社長の運転手
- ゴジラシリーズ
  - キングコング対ゴジラ（1962年） - 松戸の野次馬[出典 3]
  - ゴジラ対ヘドラ（1971年） - 民衆[5]（避難民[4]）
  - ゴジラ対メカゴジラ（1974年） - 現場監督[出典 3]
  - メカゴジラの逆襲（1975年） - 真鶴の漁師[6][4]
- 河のほとりで（1962年） - 進藤正雄
- 月給泥棒（1962年） - オリバーカメラ社員
- どぶろくの辰（1962年）
- にっぽん実話時代（1963年） - サクラクラブ事務員
- 戦国野郎（1963年） - 馬借梅
- イチかバチか（1963年） - 後藤
- 江分利満氏の優雅な生活（1963年） - 小宮（サントリー社員）
- やぶにらみニッポン（1963年） - ガム旅行の男
- 海底軍艦（1963年） - ムウ帝国長老の側近[1][3]
- クレージー作戦シリーズ
  - クレージー作戦 くたばれ!無責任（1963年） - プールのチンピラ
  - 香港クレージー作戦（1963年） - 電話待ちの男
  - クレージーの怪盗ジバコ（1967年） - パトカーの警官
  - クレージーの大爆発（1969年） - 坂上欽一（警官）
- 乱れる（1964年） - スーパー「清水屋」店員
- 今日もわれ大空にあり（1964年） - 郵便屋
- ああ爆弾（1964年） - 銀行の守衛
- 裸の重役（1964年） - 部員
- 団地・七つの大罪（1964年） - 若い男
- 侍（1965年） - 浪士
- 赤ひげ（1965年） - 竹造
- 太平洋奇跡の作戦 キスカ（1965年） - キスカ島の砲撃兵[要出典]
- 続・西の王将・東の大将（1965年） - 西村
- 戦場にながれる歌（1965年） - 毛利上等兵
- 血と砂（1965年）
- 100発100中（1965年） - ドアマン
- 女の中にいる他人（1966年） - 記者
- 大菩薩峠（1966年） - 与八
- 日本一シリーズ
  - 日本一のゴリガン男（1966年） - 毎朝新聞集金係
  - 日本一の裏切り男（1968年）
- ひき逃げ（1966年） - 伴内隆一
- 狸の王様（1966年） - 銀座の客
- じゃじゃ馬ならし（1966年） - 事務員
- 怒涛一万浬（1966年） - 根本
- 殺人狂時代（1967年） - 間淵憲作
- 続・何処へ（1967年） - 駅員
- 落語野郎 大泥棒（1967年） - 忠吉
- 東宝8.15シリーズ
  - 日本のいちばん長い日（1967年） - 首相官邸の巡査
  - 日本海大海戦（1969年） - 早船の若者[要出典]
  - 激動の昭和史 沖縄決戦（1971年） - 小森伍長[7]
- 乱れ雲（1967年）
- めぐりあい（1968年） - 月賦屋
- 首（1968年） - 鉱夫・石橋
- 斬る（1968年） - 喜助
- 水戸黄門漫遊記（1969年） - 刺客
- 豹は走った（1970年） - 係官
- 喜劇 頑張れ!日本男児（1970年） - 辻
- 昭和ひとけた社長対ふたけた社員（1971年） - 小道具係
- 呪いの館 血を吸う眼（1971年） - 男A[8]
- 西のペテン師・東のサギ師（1971年） - 労務者
- 紙芝居昭和史 黄金バットがやって来る（1972年） - 豊島
- 王将（1973年） - 郵便配達夫
- 日本侠花伝（1973年） - 看守
- グアム島珍道中（1973年） - 高見
- 喜劇 だましの仁義（1974年） - 網元
- 吶喊（1975年） - 桑折ノ和三郎
- 白熱デッドヒート（1977年） - トラックの運転手

### テレビドラマ
- 青春とはなんだ 第12話「子供の夢」（1966年） - みのるの父
- 遊撃戦（1966年 - 1967年） - 三浦上等兵
- 快獣ブースカ 第17話「ブー冠・王冠・とんちんかん」（1967年） - ポリネシア国・ハーゲ大臣のスパイ
- 鬼平犯科帳 第1シリーズ 第53話「おせん」（1970年） - 佐渡屋手代
- 大忠臣蔵（1971年） - 吉
- 荒野の素浪人 第41話「凶刀 襲われた山峡の宿」（1972年）
- 流星人間ゾーン 第23話「大恐獣バクゴンの秘密」（1973年） - 工事現場の作業員
- 日本沈没 第21話「火花に散る、伊豆大島」（1975年） - 温泉を汲む男
- わが首相のベット ガン回廊の朝II（1980年） - 大平正芳

## その他
- 虹の橋（1993年） - 製作